# 冻雨
冻雨（英語：Freezing rain）是0℃以下的過冷雨滴落於地面時，迅速凝結為冰的一种特殊降水現象。冻雨通常發生於地面溫度0℃以下的天气情况，特别是在初冬和初春和时节。在航空例行天氣報告（METAR）中，冻雨现象的代码是“FZRA”。

## 形成原因
冻雨形成过程中以雪的形式从高空云层落下，在下降过程中遇到温度高于凝固点的暖气流层而完全融化为雨滴，过冷雨滴一旦遇到低于凝固点的任何物体就会立刻凝固，形成细长条状的冰棱，称之为冻雨。冻雨通常与冷暖气流相遇有关；低于结冰温度的冷气流会进入暖气流下方，为形成冻雨提供了条件。

## 观测
对冻雨的观测是观测站通过直接看到地表物体上的凝结现象来确定，目前还无法通过气象雷达、多普勒仪或其他传统的观测法来观测；但可以通过雷达来间接预计冻雨形成的可能性有多大。雷达信号的反射强度与降水的形式的半径有关。虽然雨比雪反射信号更强，但由于雨滴的半径比雪花小得多，因此从雪融化来的雨并不比之前雪的信号强多少。然而，在雪刚开始融化的气流层，雪花半径没有太大变化并且雪花上出现水滴，两者效应相加，导致此时的雷达信号的反射强度非常高。因此，在雷达屏幕上见到这种强反射信号，就意味着相应地区上空有暖气流层并且有雪融化，该地区会有降雨或冻雨。如果此时地表温度低于结冰温度，就很有可能形成冻雨。

## 影响

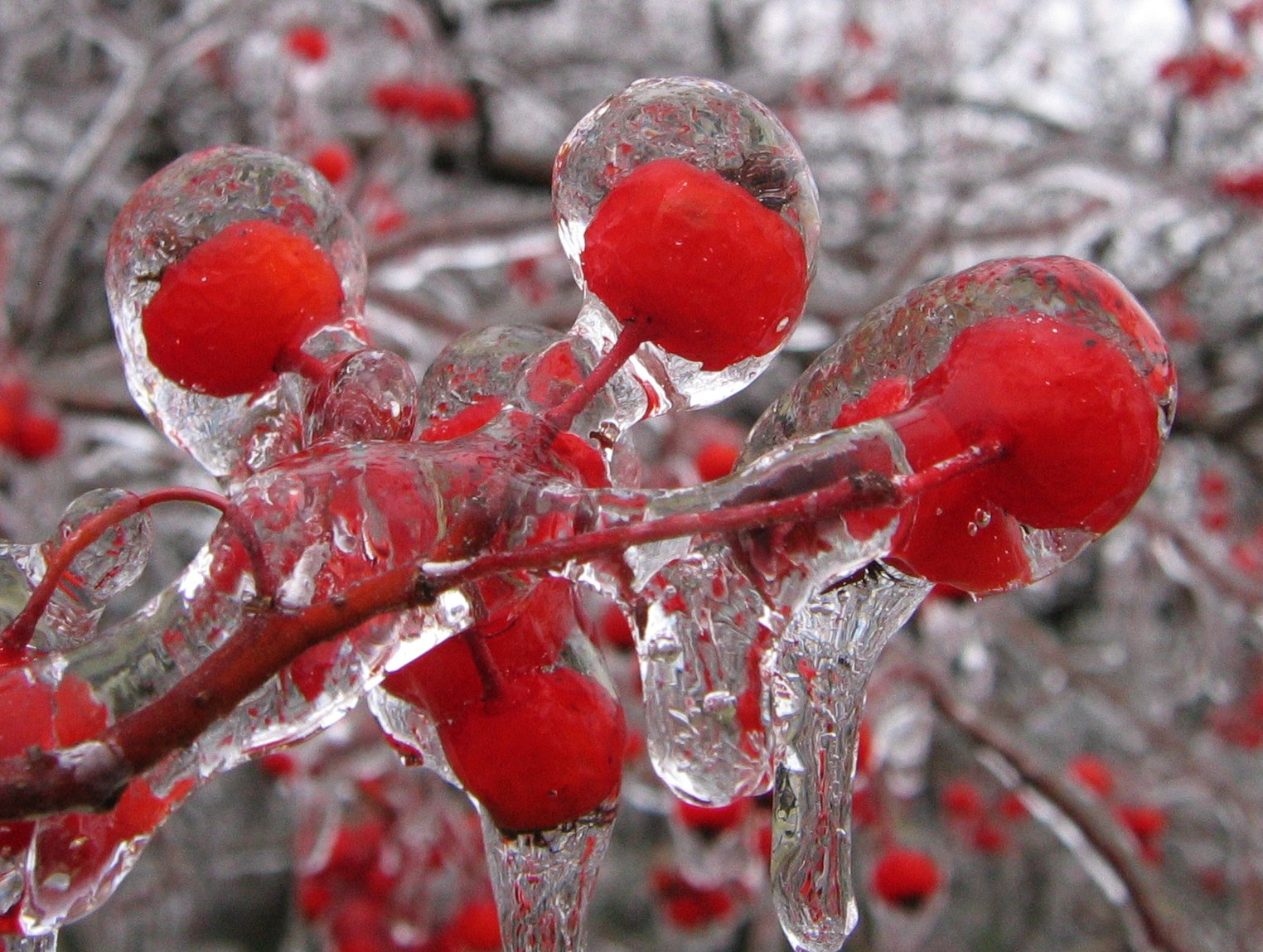
苹果树上的雨凇。

冻雨可以在物体表面形成一层透明的冰覆盖层，这种冰覆盖层被称作“雨凇”，又称“冰挂”。挂于各种植物上的雨凇或冰挂形成了冬季独特的景色。

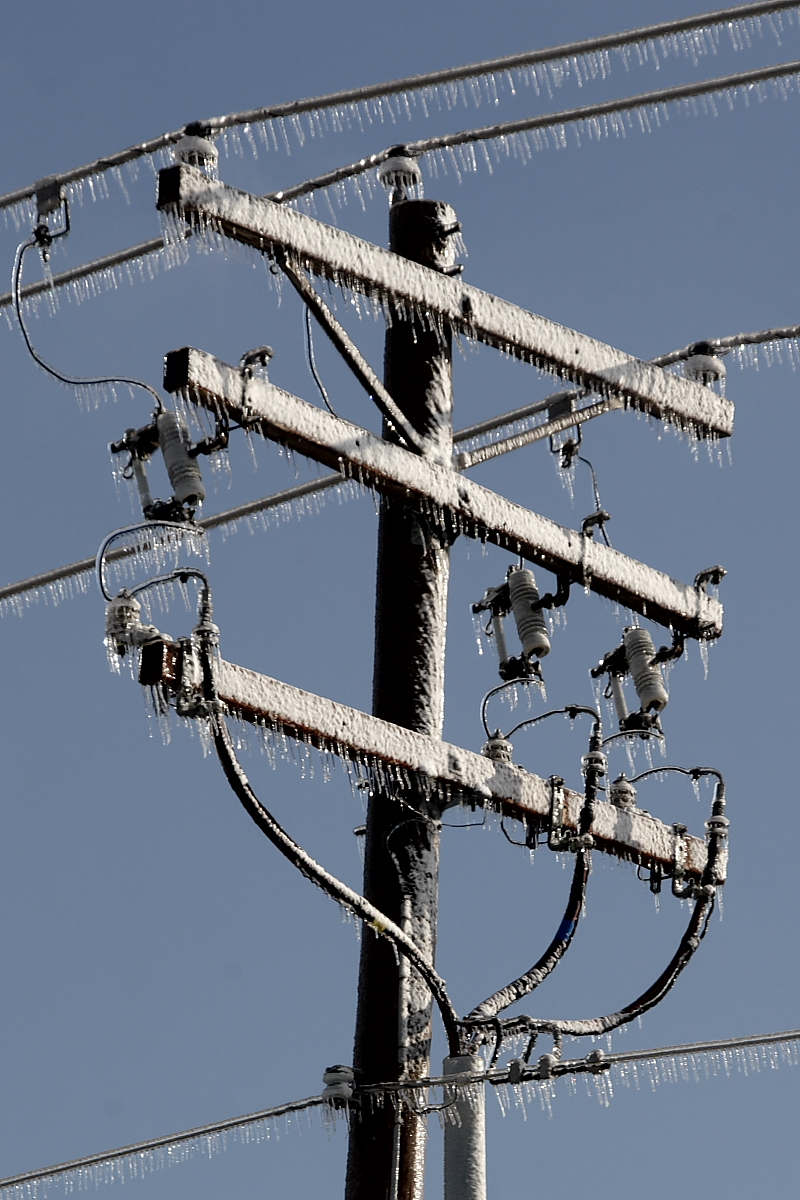
电线杆上凝结的冻雨。

冻雨更多的时候是一种灾害性天气，严重的情况下会形成冰暴。例如，冻雨可造成公路覆冰而中断交通，建筑物积冰而倒塌，电线挂冰拉断线路或拉倒架线铁塔而造成供电中断，也会对植物造成伤害，甚至威胁飞机的飞行安全。
2008年1月中国华南遭受了严重的雪灾，其中一大部分损失就是由冻雨造成。